# NGC 1073
NGC 1073は、くじら座の棒渦巻銀河である。恐らくHII核を持つ。

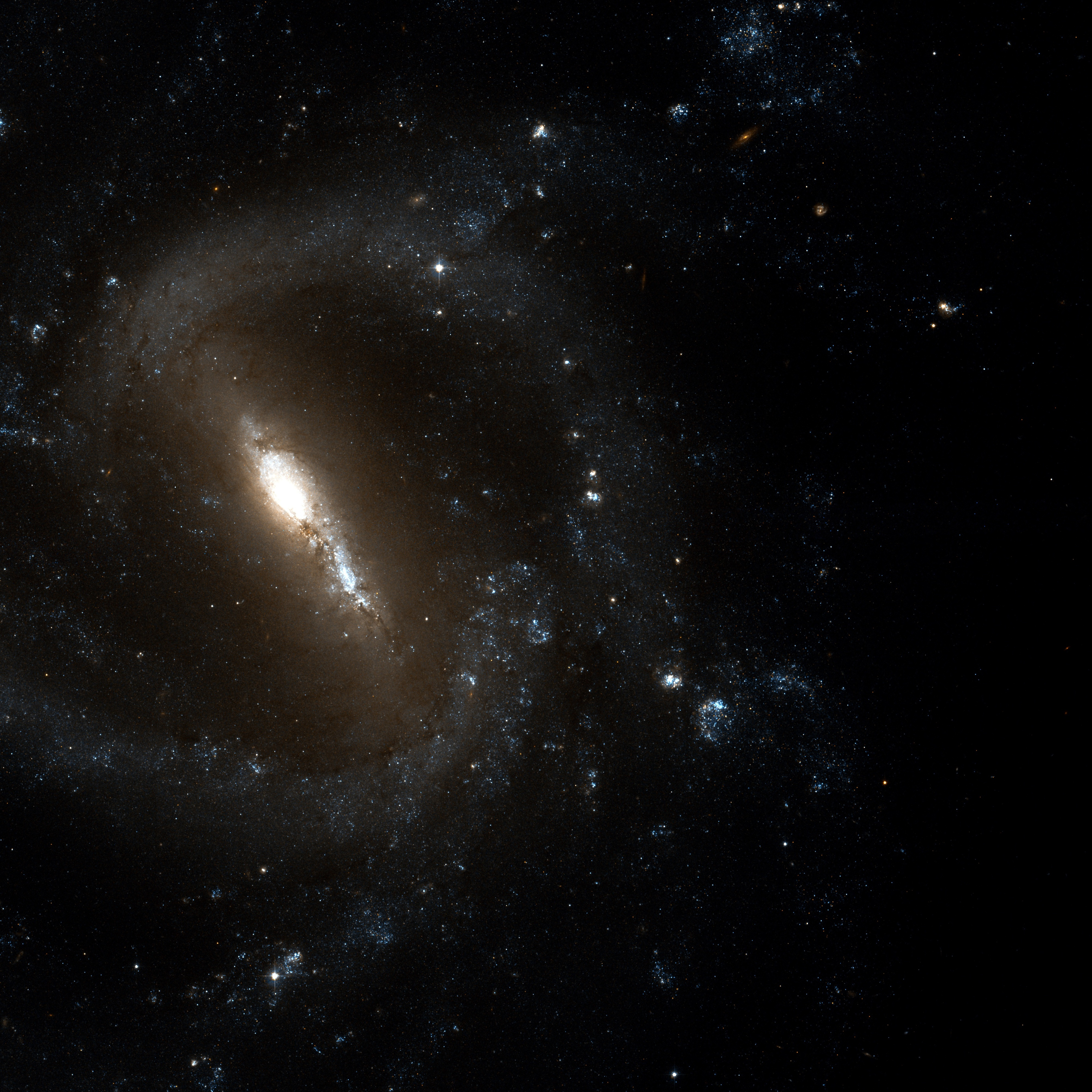
ハッブル宇宙望遠鏡による画像